# Kista
För andra betydelser, se Kista (olika betydelser).
Kista (svenskt uttal: [ˈɕǐːsta]) är en stadsdel belägen i Västerort inom Stockholms kommun. Kista ingår i  Järva stadsdelsområde och gränsar till Akalla, Husby och Rinkeby i samma stadsdelsområde samt Sollentuna och Sundbybergs kommuner. Kista ligger i Kista distrikt. I Kista ingår även området Ärvinge i södra delen av stadsdelen. 

## Geografi
Kista centrum ligger cirka 9,5 km vägavstånd nordnordväst om Norrtull i nordligaste delen av Stockholms innerstad och cirka 30 km vägavstånd söder om Arlanda flygplats. Kista omges av europaväg E4 i nordost, E18 i syd och länsväg 275 i väst. Sydväst om Kista breder naturområdet Järvafältet ut sig, populärt bland exempelvis motionärer och barnfamiljer.

## Kista gård och Kista gårds park

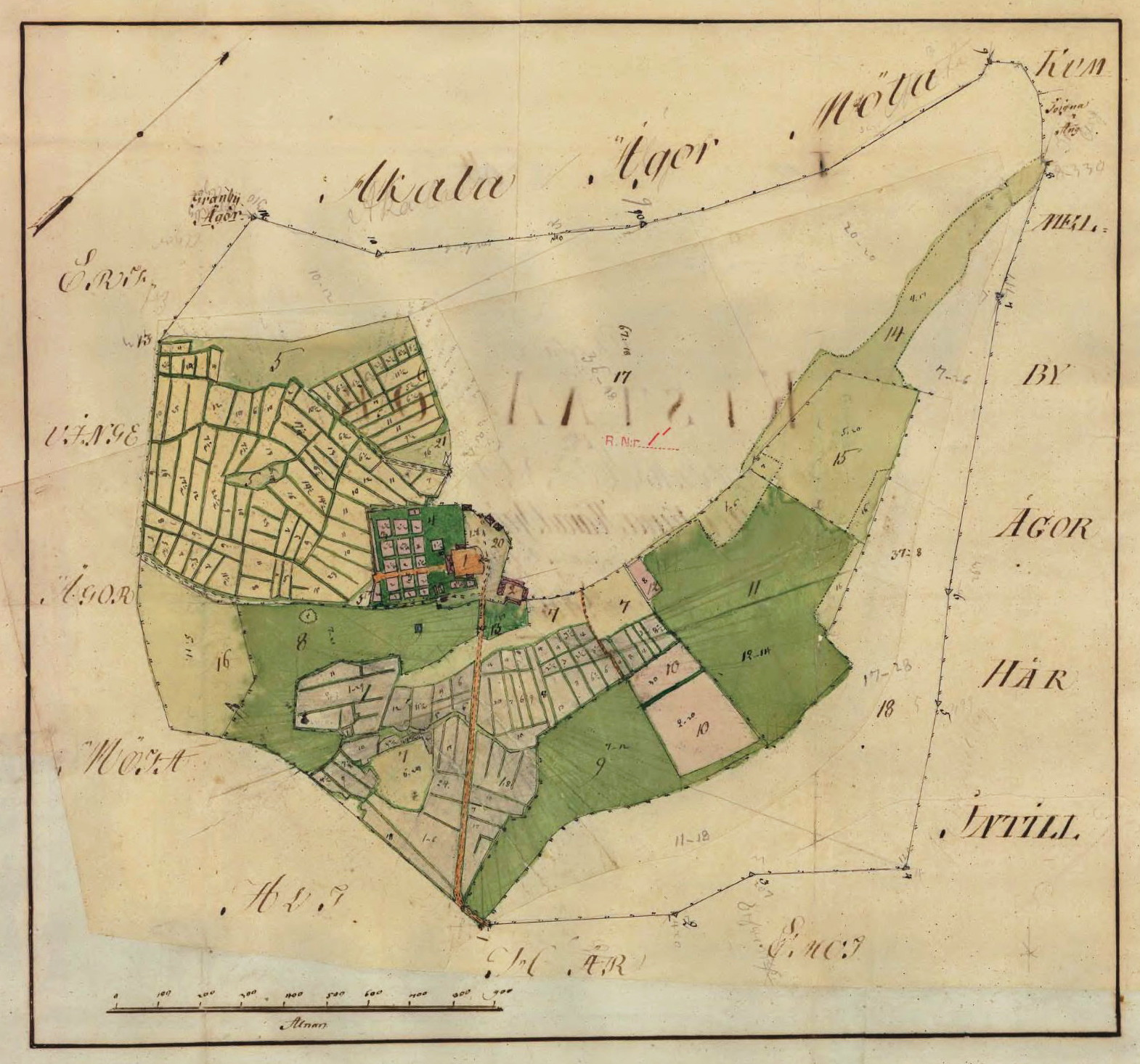
Kista gårds ägor 1817.

Den gård som Kista har fått sitt namn efter hette tidigare Norgården och tillhörde byn Ärvinge. Gården började kallas Kista i början av 1700-talet på grund av gemensamma ägarförhållanden med Kista i Sollentuna socken. På 1950-talet låg det en gård med jordbruk här och den fastigheten finns kvar i den östra delen. På den tiden låg ägorna på avlyst militärmark.
Ortnamnet Kista är alltså inte ursprungligen knutet till denna plats utan övertaget från Kista i Sollentuna och sammansatt av de fornsvenska orden kvi = "kreatursfålla" och sta(d), som betyder plats eller ställe.
Den kvarvarande bebyggelsen från Kista gård består av huvudbyggnad (från 1852), norra flygeln (från 1893), en källare (från 1760), brygghus/tvättstuga (från 1800). Öster om gården återfinns ett Sädesmagasin (från 1820) och arbetarbostäder (från 1820 och 1830). År 2012 anlades "Kista Gårds Park" kring gården med den kulturhistoriska miljön som tema. Bland annat har en del av den gamla allén återskapats.
I slutet av 2022 gjordes flygeln om till privatbostäder i form av två lägenheter.
Strax norr om gården står Kistastenen U75 som har flyttades dit i samband med ett vägbygge vid sekelskiftet 1900. Ursprungsplatsen är okänd. Inskriptionen förklarar: "Sigvid lät resa denna sten efter sin fader Egvid och sin moder Holmfrid och Jovurfrid."

### Kista gård, bilder

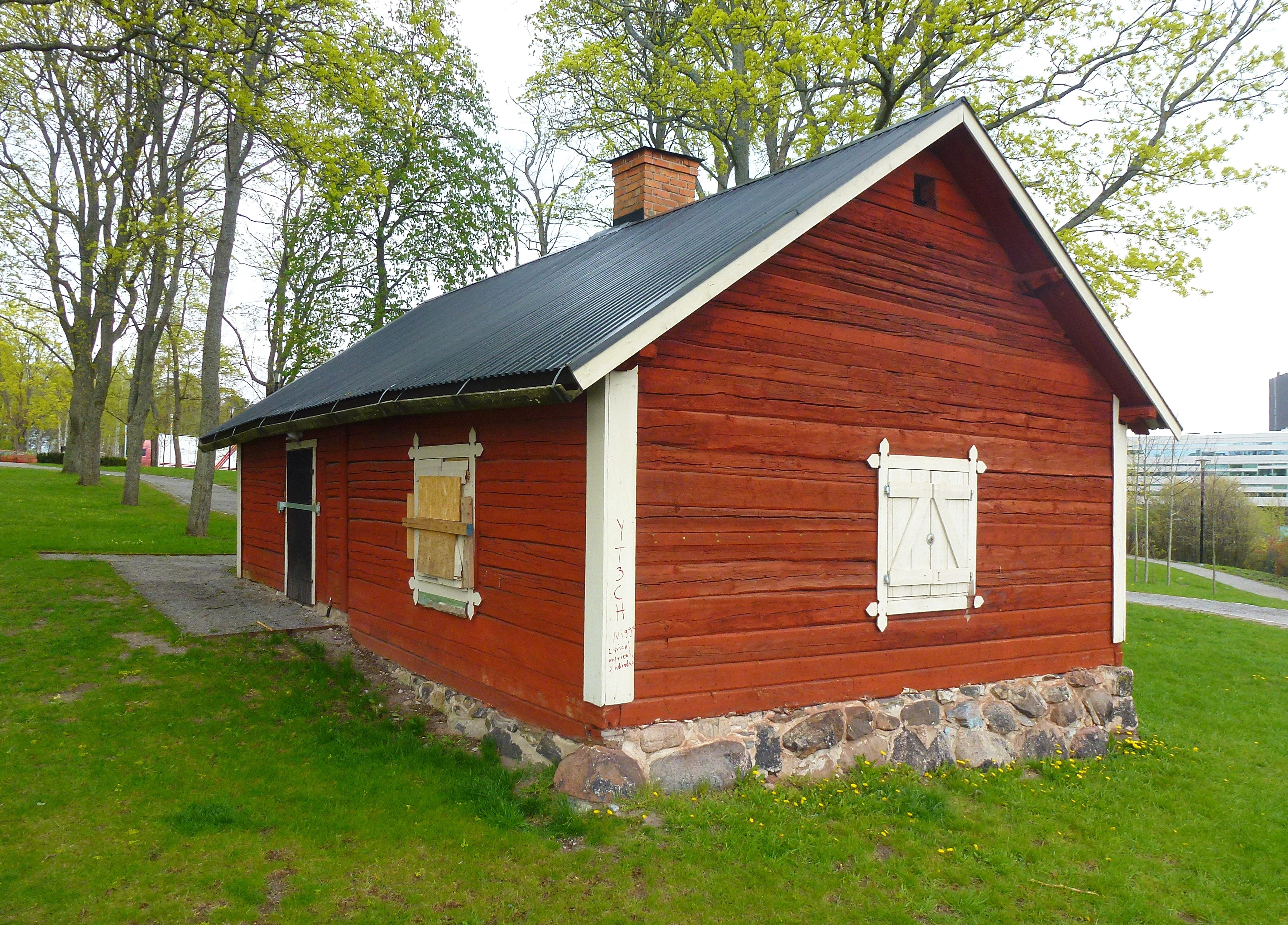
Brygghuset
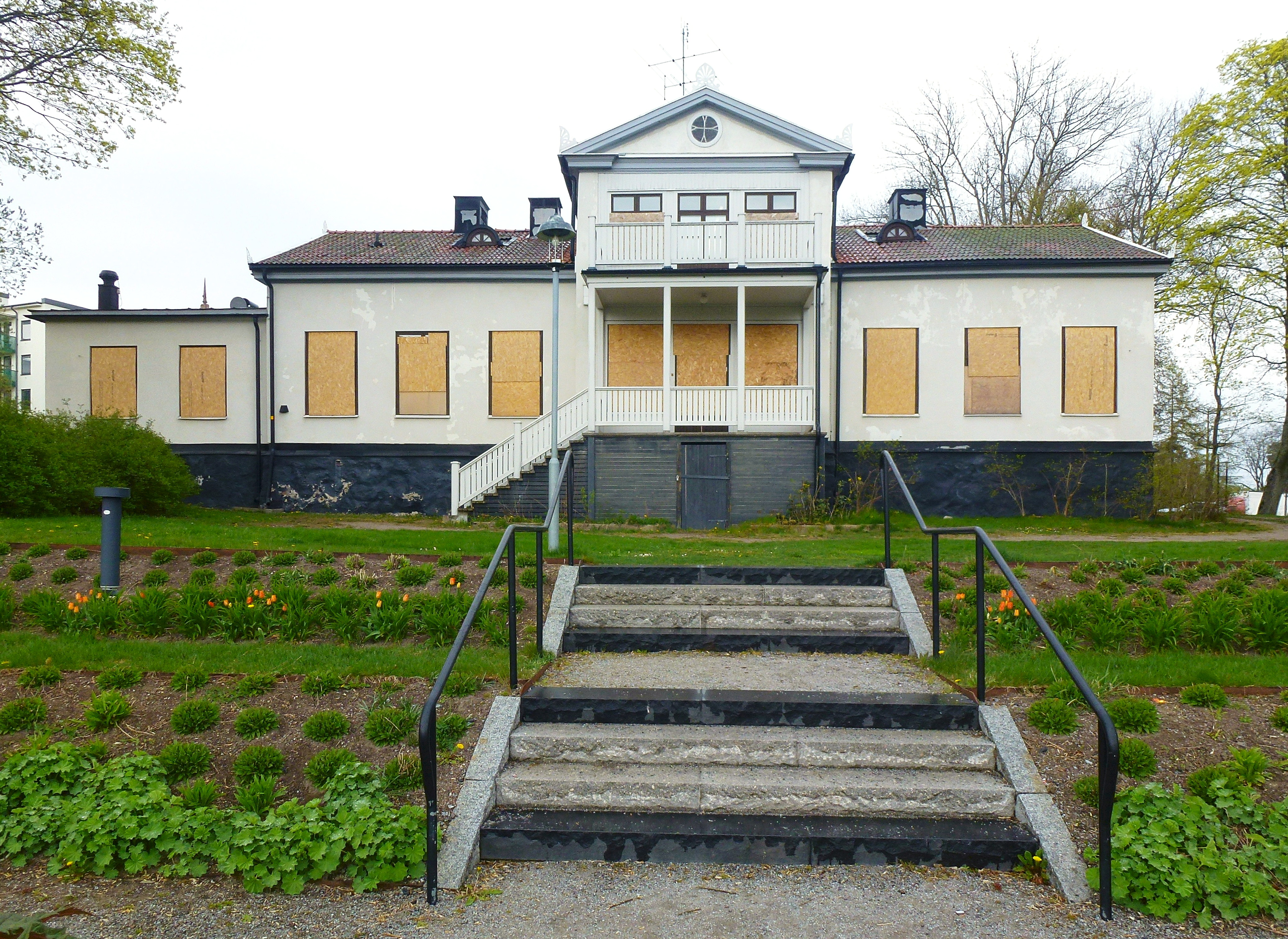
Huvudbyggnad
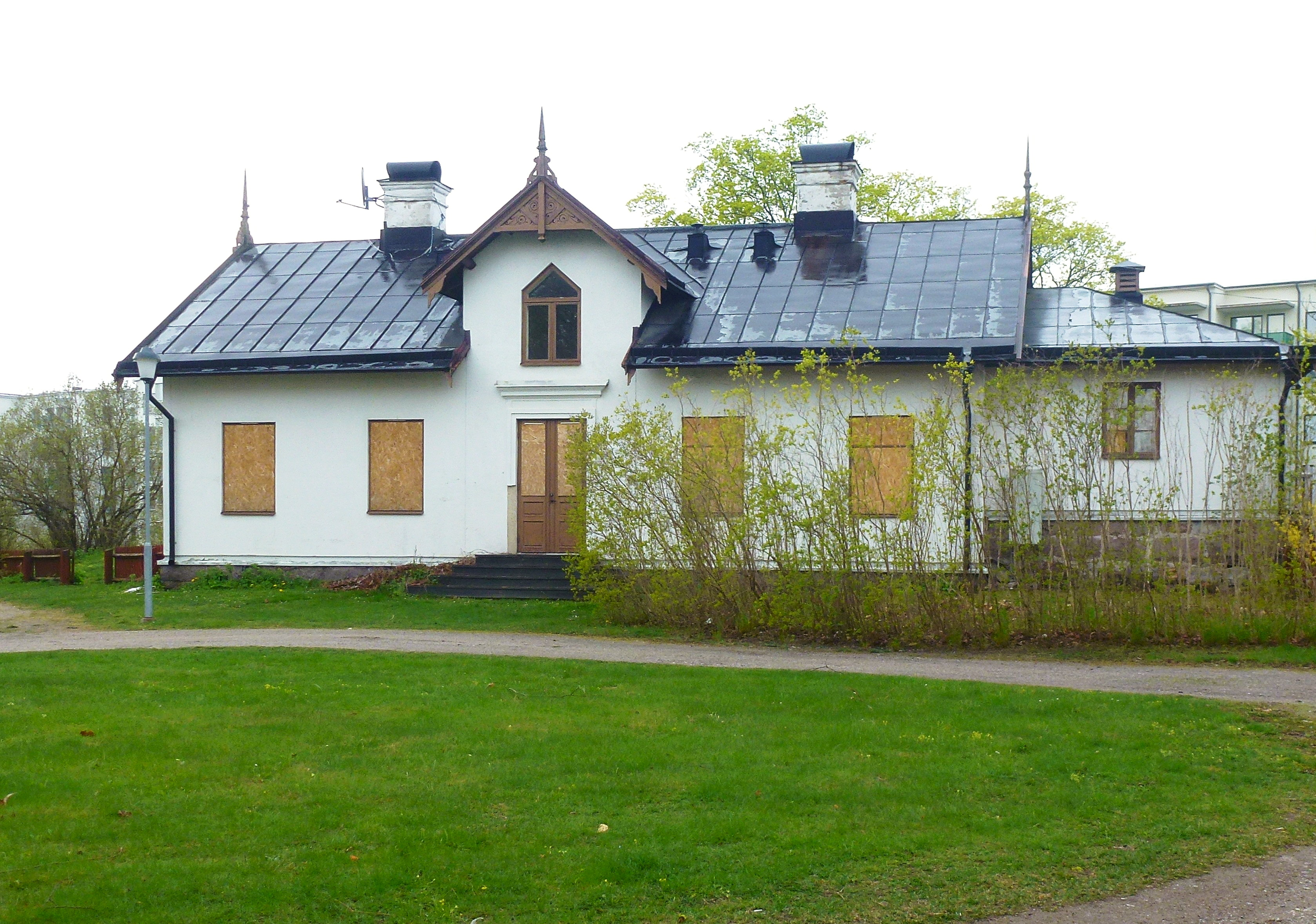
Norra flygeln
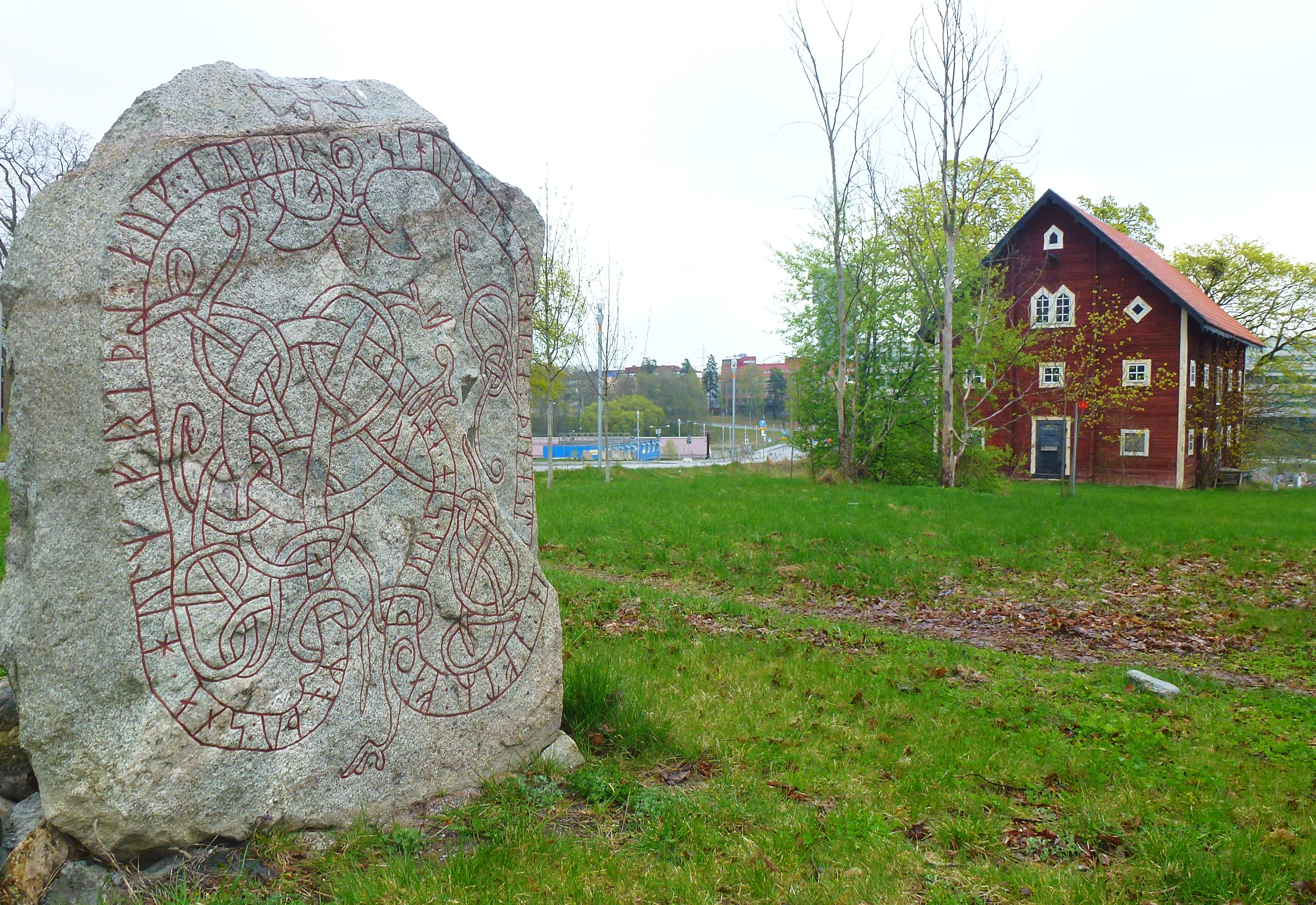
Runstenen U75 och sädesmagasinet (brann ned 2018)

## Dagens Kista

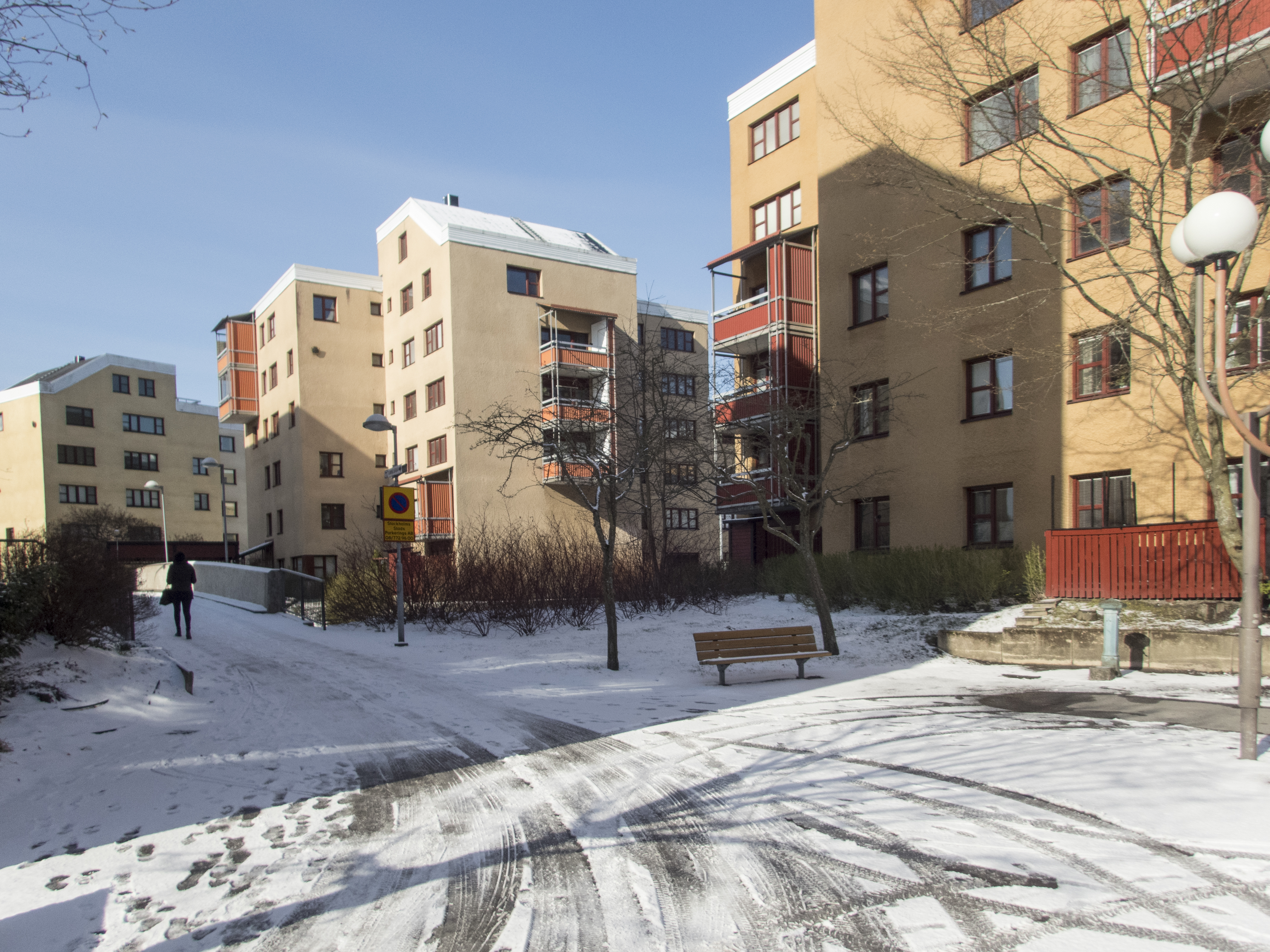
HSB-husen

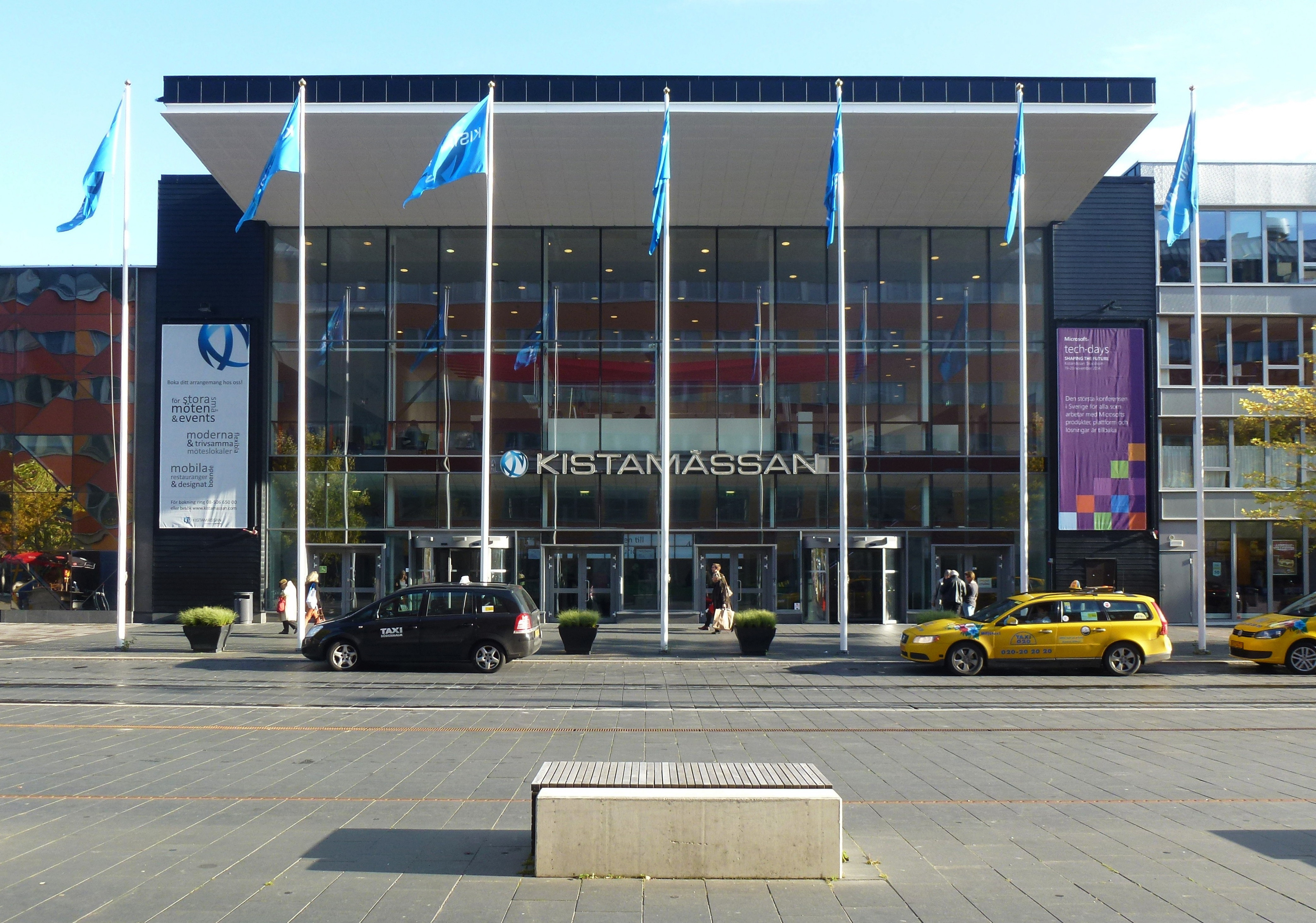
Kistamässan, huvudentré

Kista blev Stockholms nyaste stadsdel och var den sista som uppfördes på Järvafältet. Kista ingick (tillsammans med Akalla och Husby) i generalplanen från 1969 för norra Järvafältet. Planen var att skapa en så kallad bandstad och undertecknades av Göran Sidenbladh.
Det moderna Kista växte fram i mitten av 1970-talet. Stadsdelen bildades 1971 ur stadsdelen Järvafältet. 1975 började man uppföra bostadshusen där Stockholms stads småstugebyrå lät bygga 771 småhus. Ahlsengruppen ritade husen i kvarteren Odense och Århus, Ribe och Rödby ritades av Carl Nyrén Arkitektkontor, medan övriga ritades av Småstugebyrån. Kista centrum invigdes 1977 vilket hade ritats av Torgny Gynnerstedt. 1980 stod bostadsområdet i västra Kista färdigt vilket ritats av Höjer & Ljungqvist för HSB. Arbetsplatsområdena i östra Kista började uppföras i mitten av 1970-talet, men den stora utbyggnaden skedde under 1980-talet. Samtliga gator i Kista bär gatunamn efter platser i Danmark och på Färöarna, Island och Grönland.
Kista är sedan 1980-talet känt som Sveriges största IT-centrum och här finns huvudkontoret för Ericsson samt Sverige-kontoren för bland andra IBM, Samsung och Nokia. Det stora antalet IT-företag som har sina kontor i Kista har givit orten smeknamn som "Stockholms Silicon Valley", "Kiseldalen" och "Chipsta". Här finns även filialer till Kungliga Tekniska högskolan och Stockholms universitet. Kistas skyline dominerades numera av det trehörniga Kista Science Tower (32 våningar) och Victoria Tower (35 våningar). År 2011 öppnades mässhallen Kistamässan nära Victoria Tower.
År 2002 genomfördes en utbyggnad av Kista Galleria. Den är idag en av de största galleriorna i Stockholmsområdet, med flera affärer och matserveringar. Anläggningen innefattar ett källarplan med parkeringshus och ett biografkomplex (Filmstaden) med 14 biografsalonger.

## Demografi
Stadsdelen hade 13 069 invånare år 2017 och andelen personer som är utrikes födda är cirka 51,4 procent respektive 71,3 procent med utländsk bakgrund.
Folkmängd den 31 december 2018:
|          | 2018  | 2009  |
| -------- | ----- | ----- |
| 0 år     | 163   | 105   |
| 1-5 år   | 879   | 518   |
| 6-15 år  | 1 253 | 857   |
| 16-19 år | 515   | 531   |
| 20-24 år | 995   | 1 052 |
| 25-64 år | 7 718 | 6 071 |
| 65-79 år | 1 368 | 769   |
| 80-89 år | 243   | 292   |
| 90 år    | 74    | 64    |
| Män      | 5 363 | 6 870 |
| Kvinnor  | 4 896 | 6 338 |

## Trafik
Kistas tunnelbanestation är den enda på den blå linjen som ligger ovan jord, på en viadukt. Den ligger 15,9 km från ändstationen Kungsträdgården. Inom gångavstånd från Kista ligger pendeltågsstationen Helenelund.
Flera busslinjer trafikerar området. 2018 startade en utbyggnad av Tvärbanans "Kistagren" mellan Norra Ulvsunda och Helenelund, via bland annat Bromma flygplats, Rissne och Kista.
Självkörande bussar har varit i trafik i en testverksamhet första halvåret 2018.

### Kista, byggnader i urval

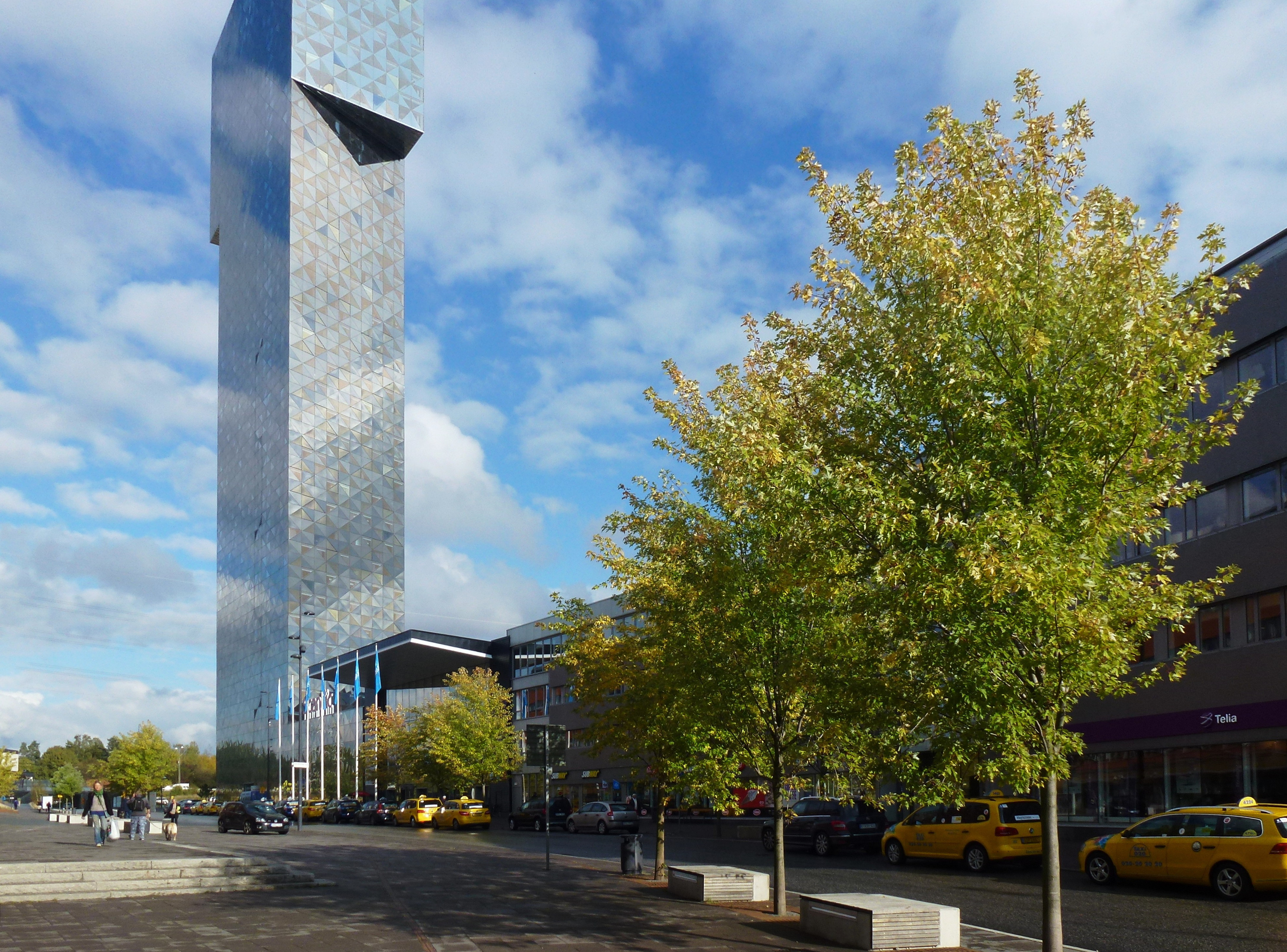
Victoria Tower och Kistamässan
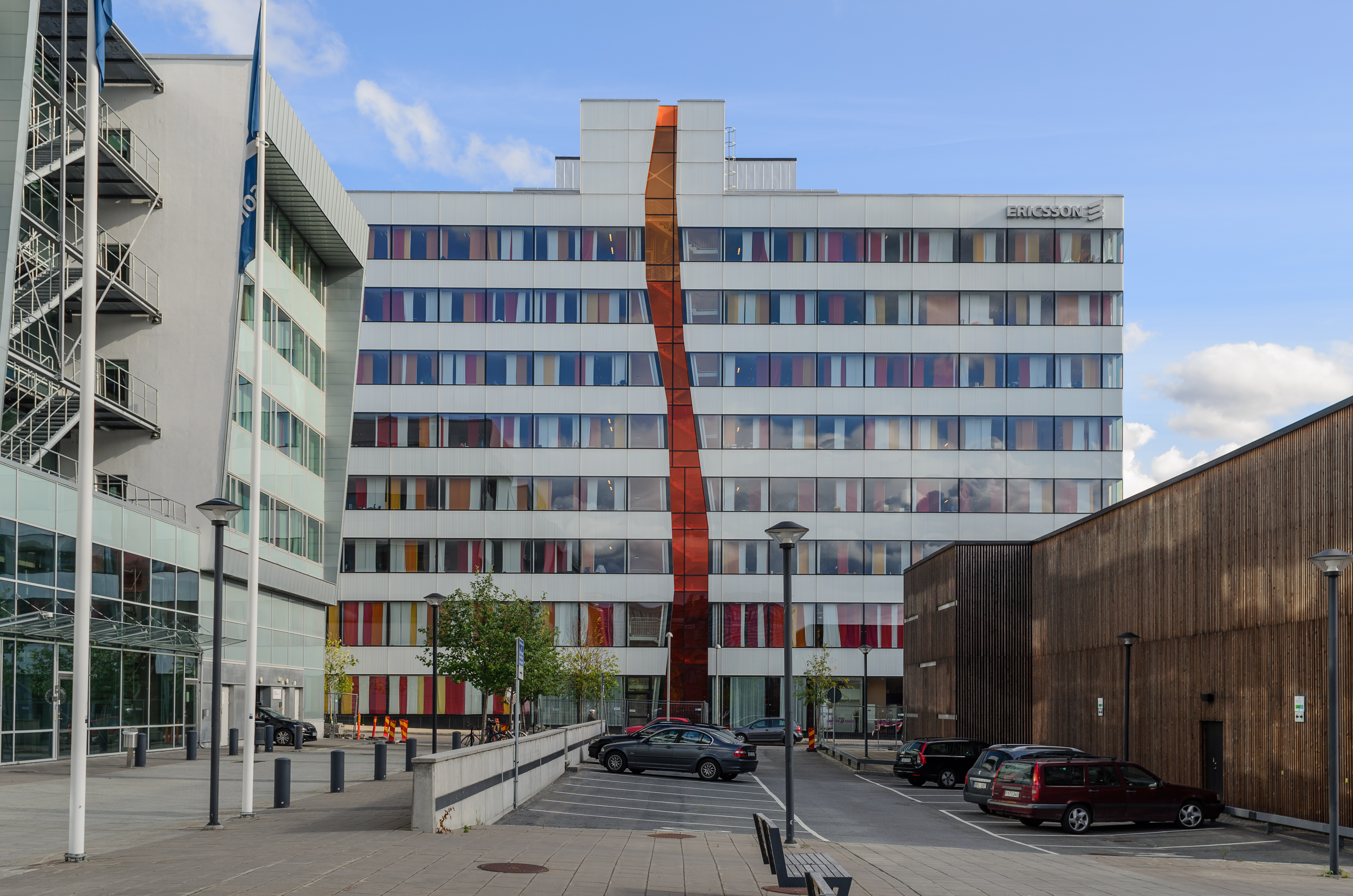
Ericsson Kista
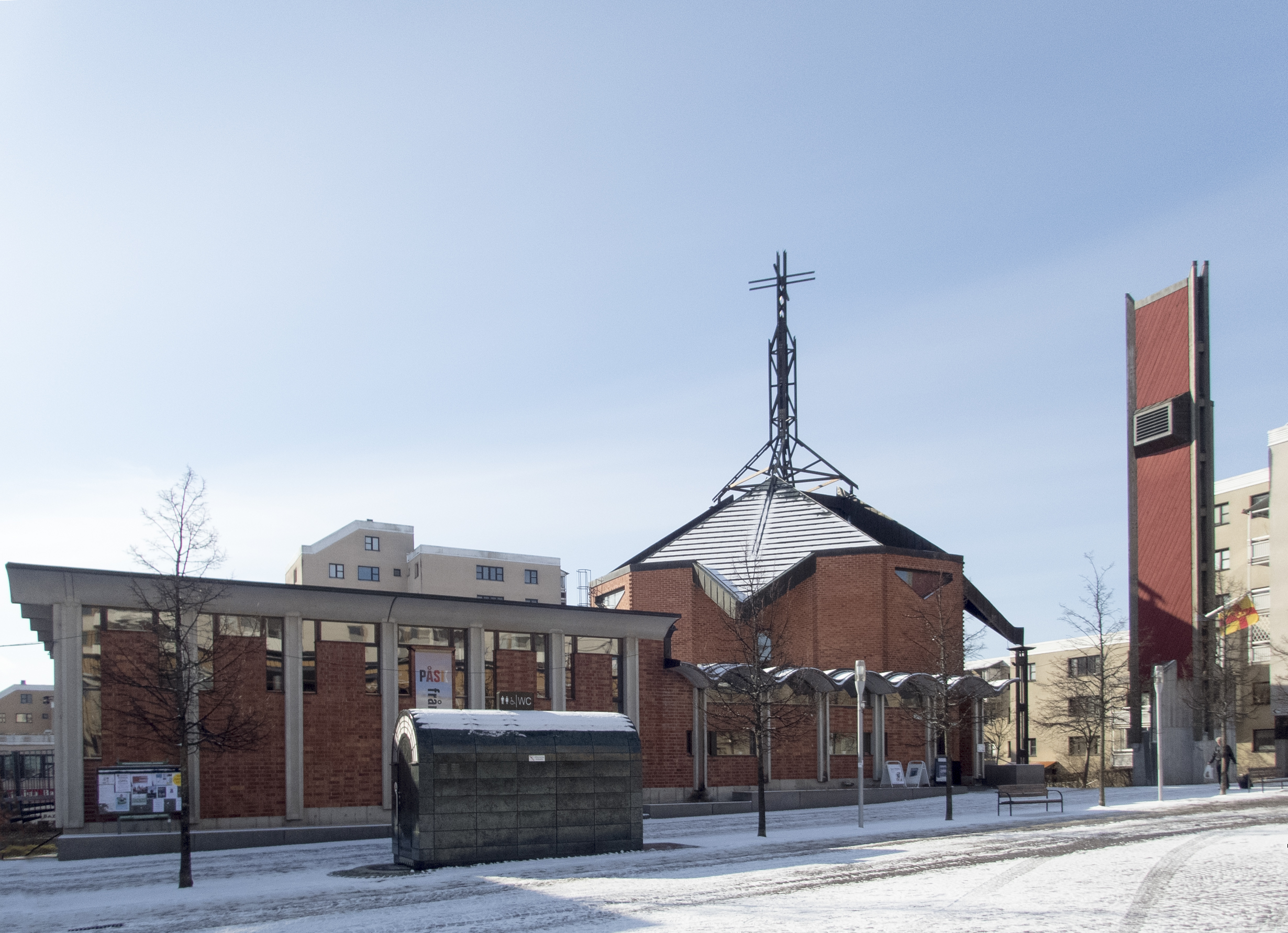
Kista kyrka
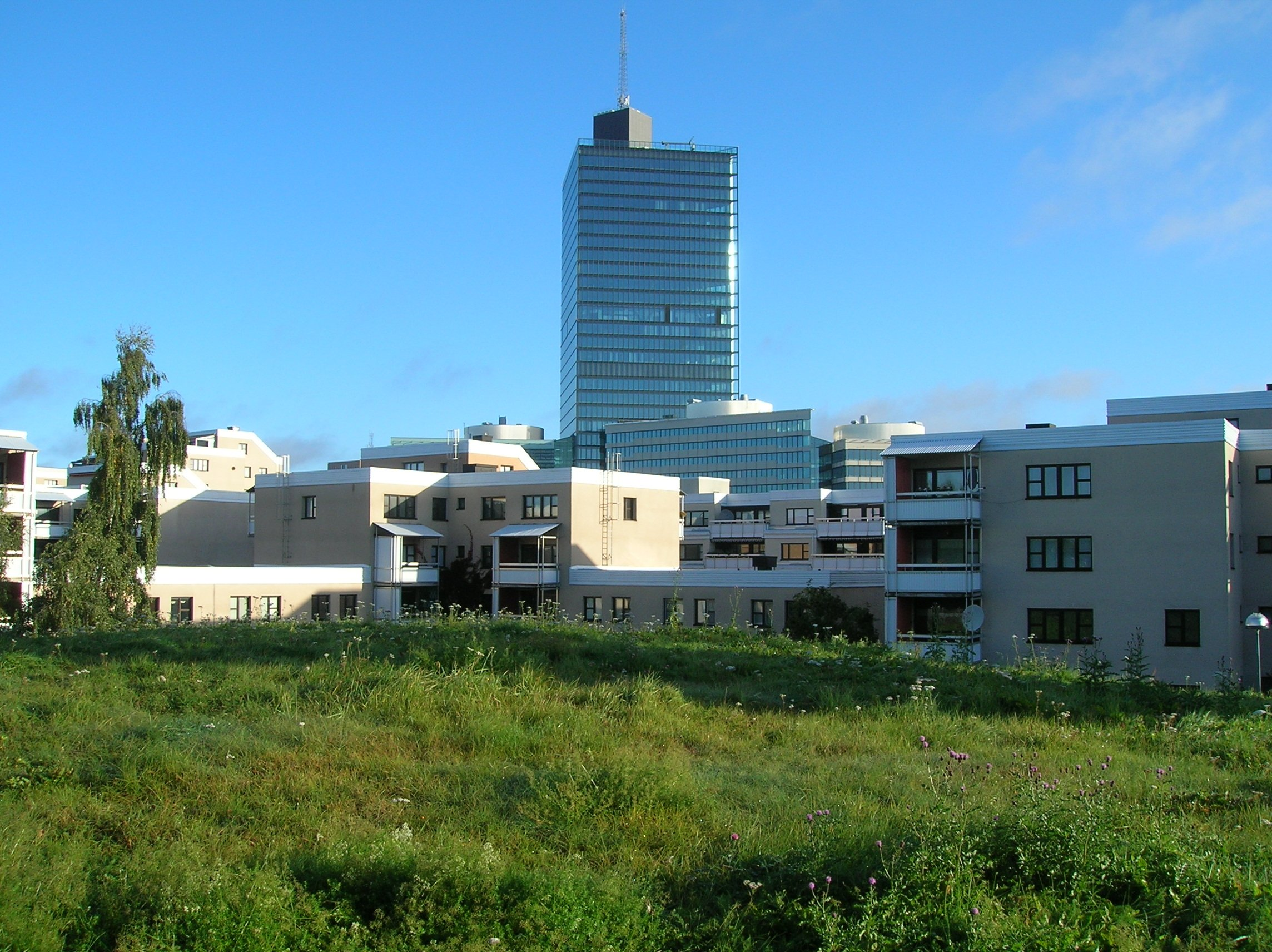
Kista Science Tower
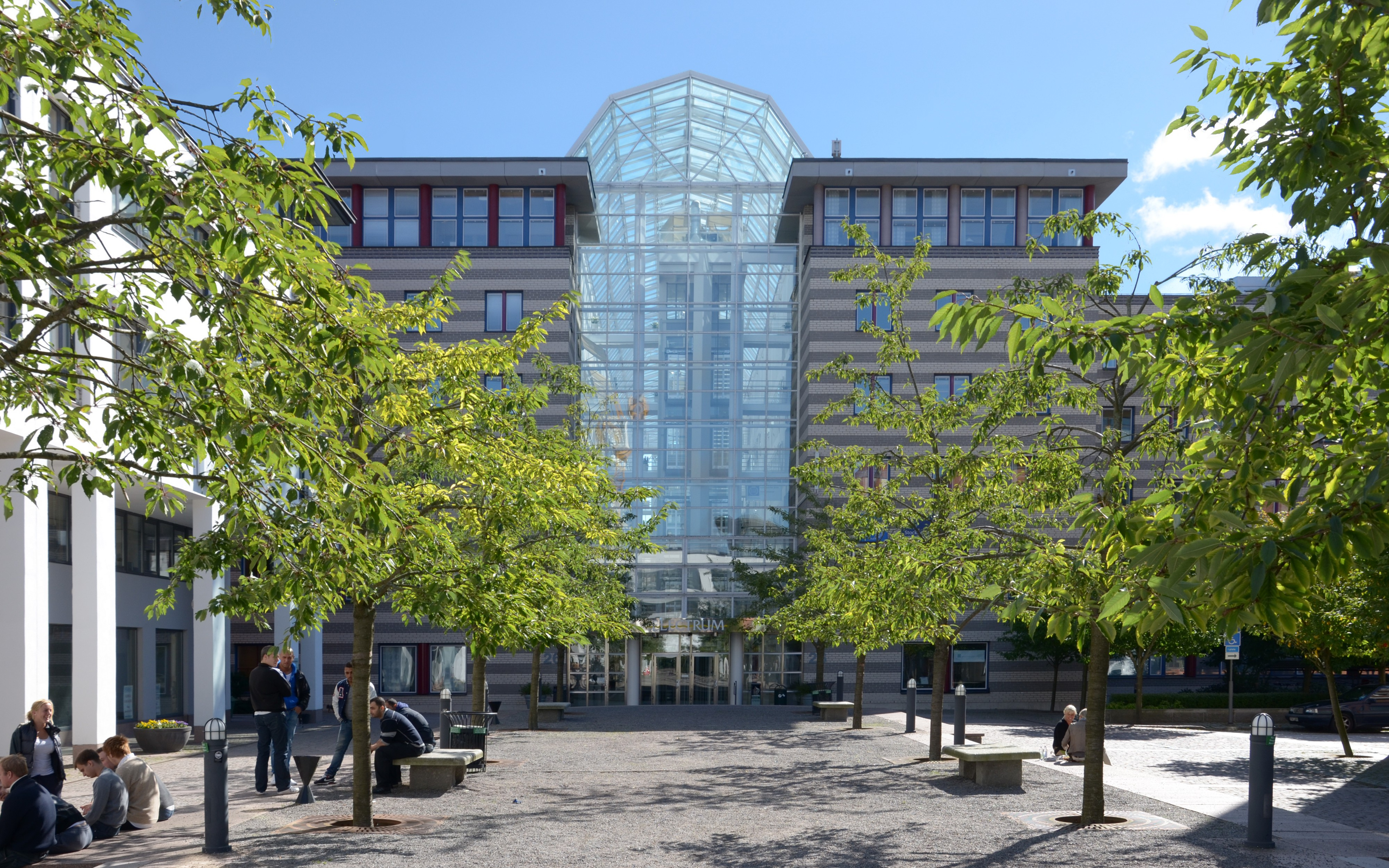
Elektrum 1
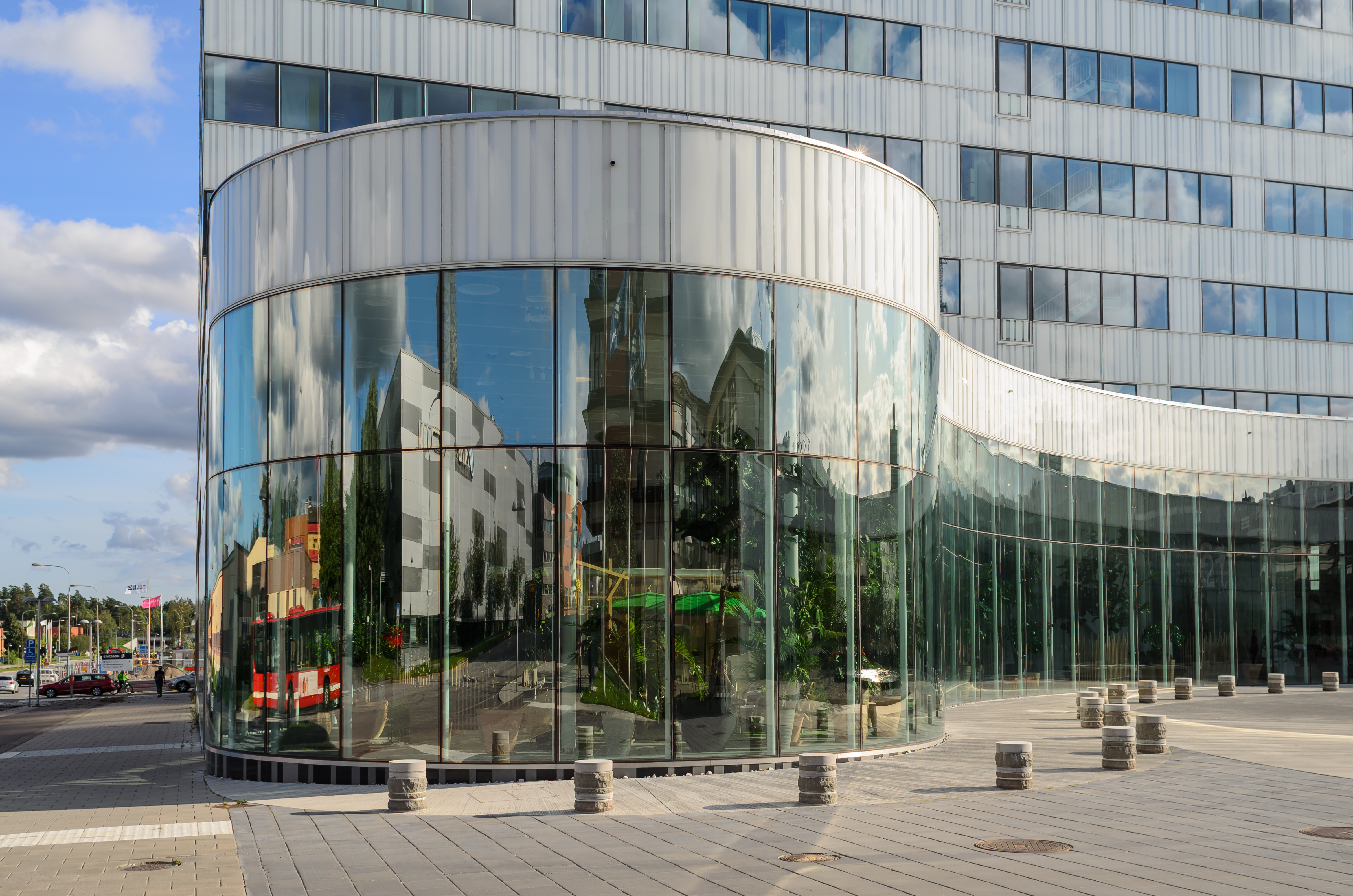
Isafjord 1
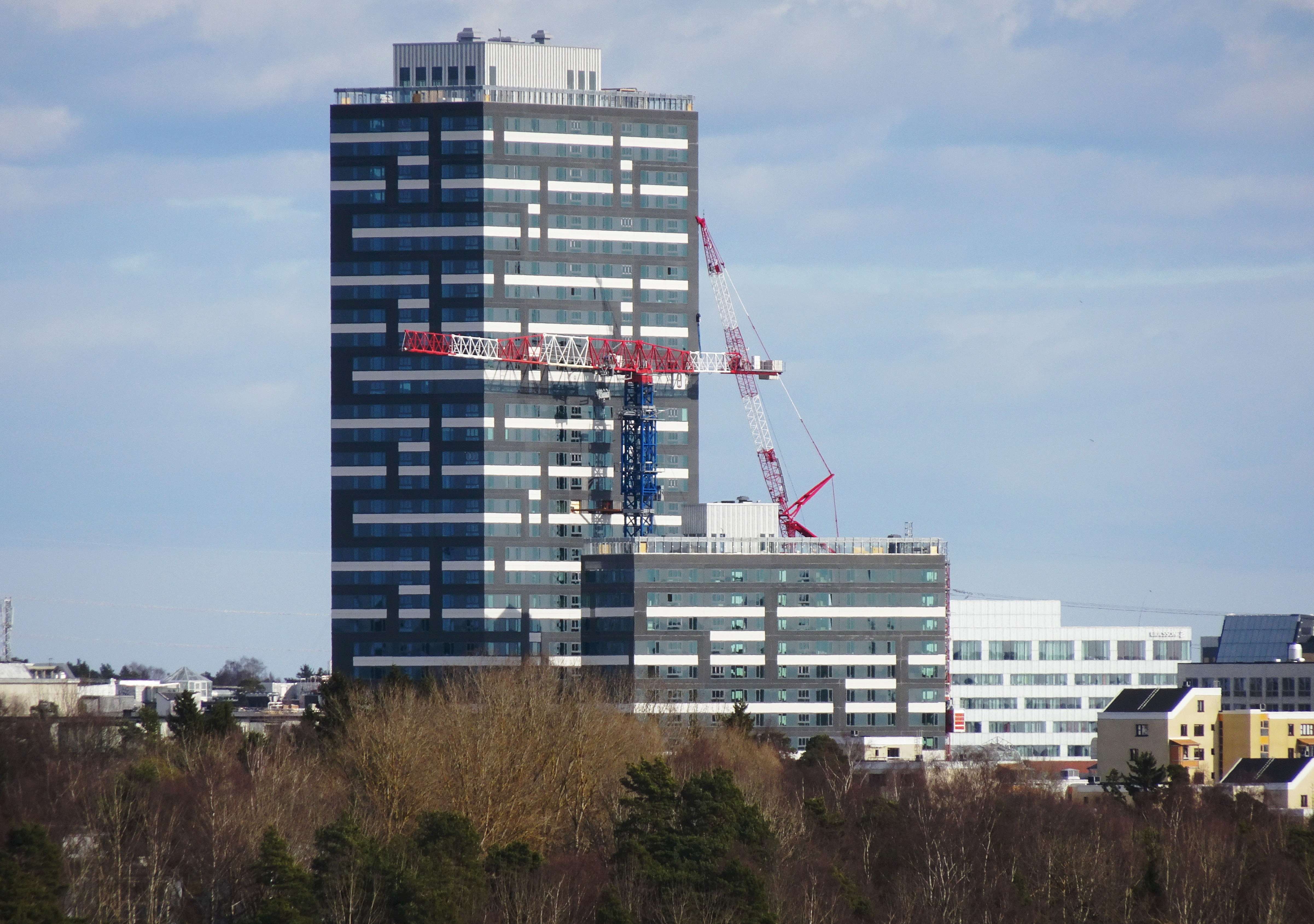
Kista Torn
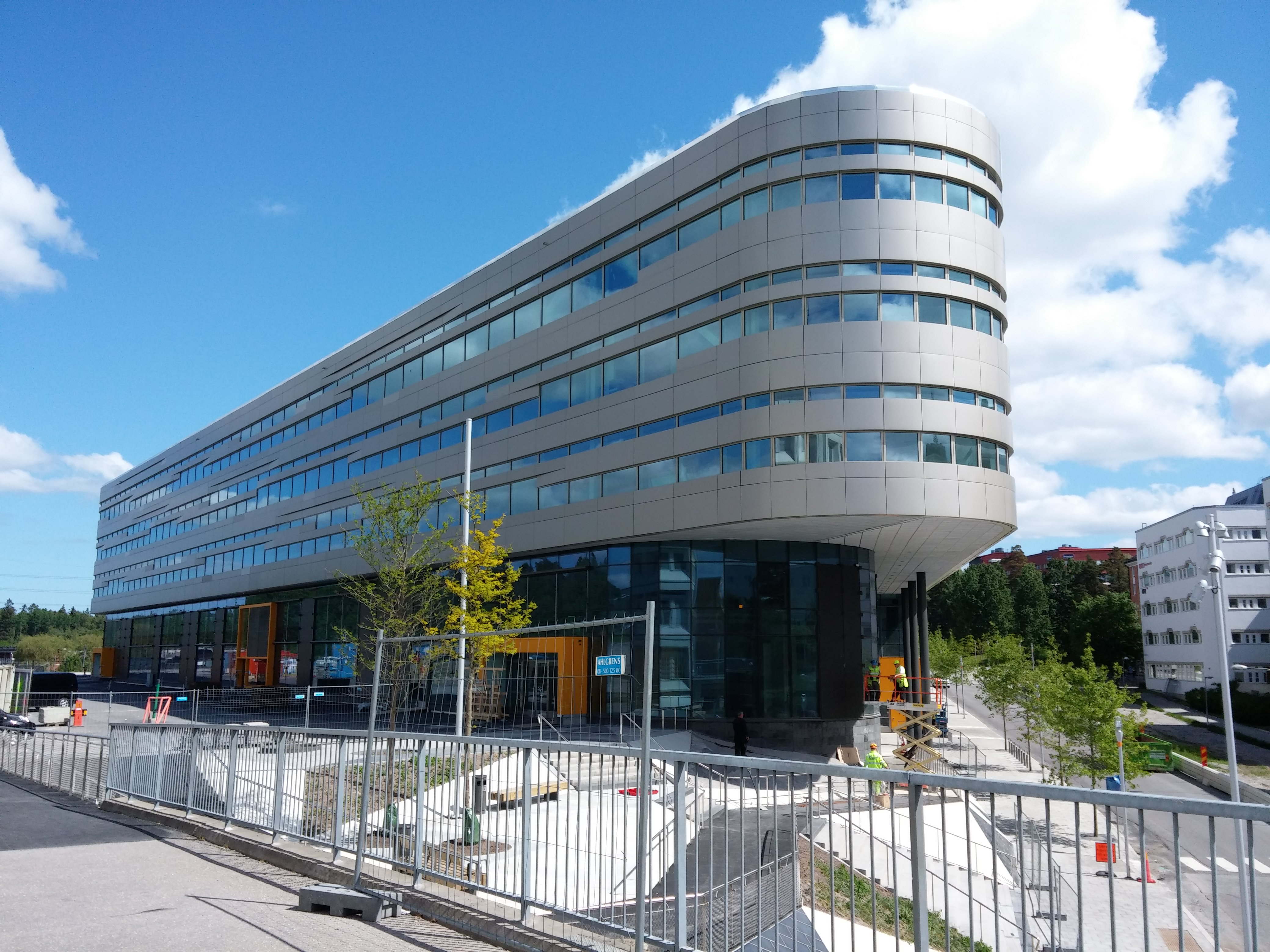
Kista Nod
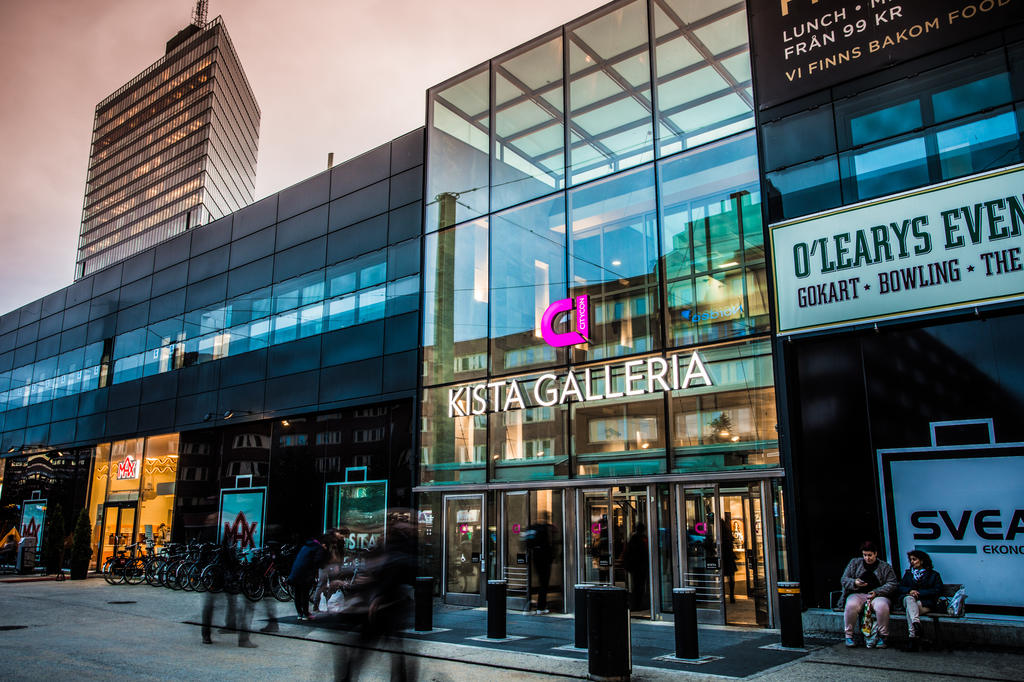
Kista Galleria
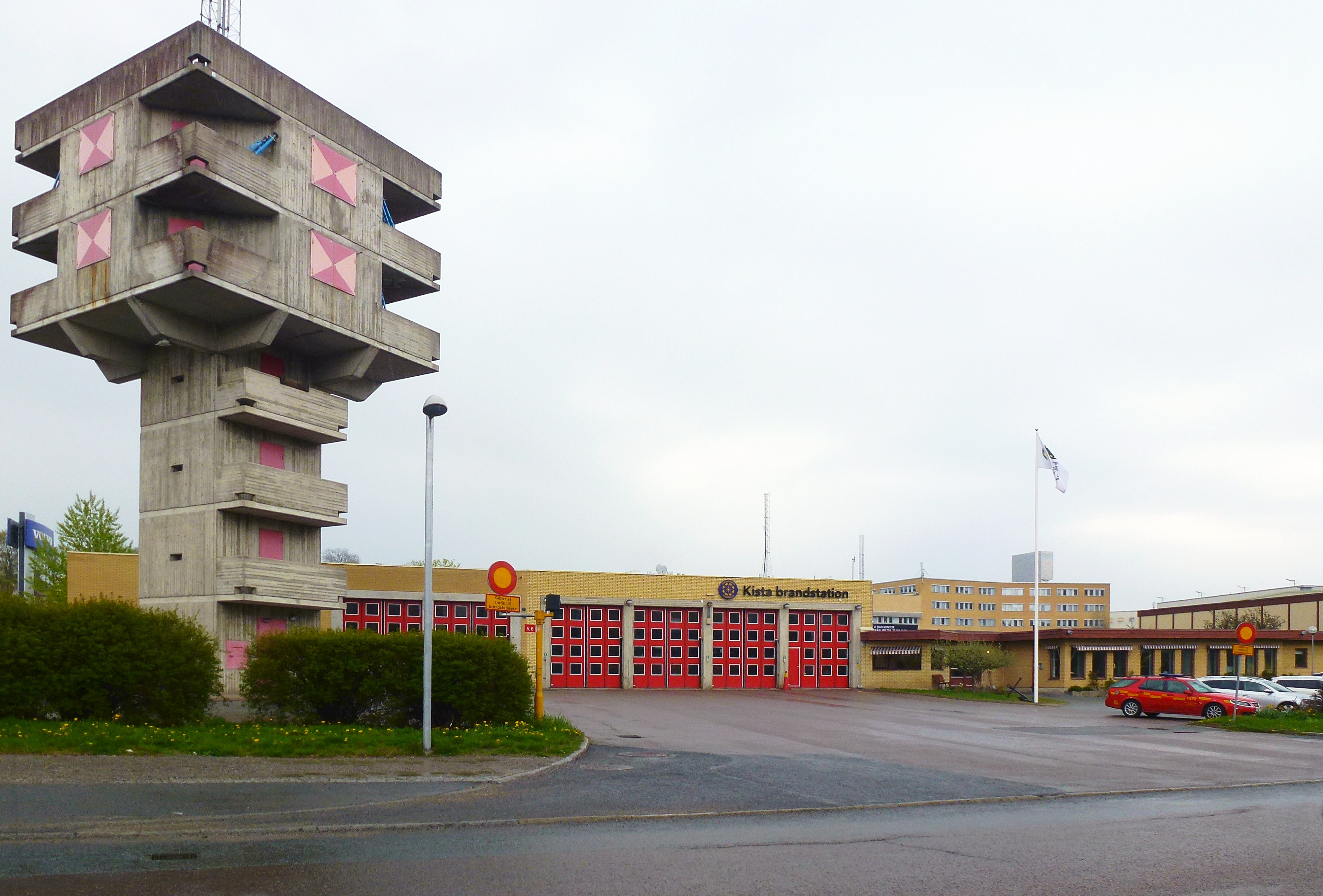
Kista brandstation
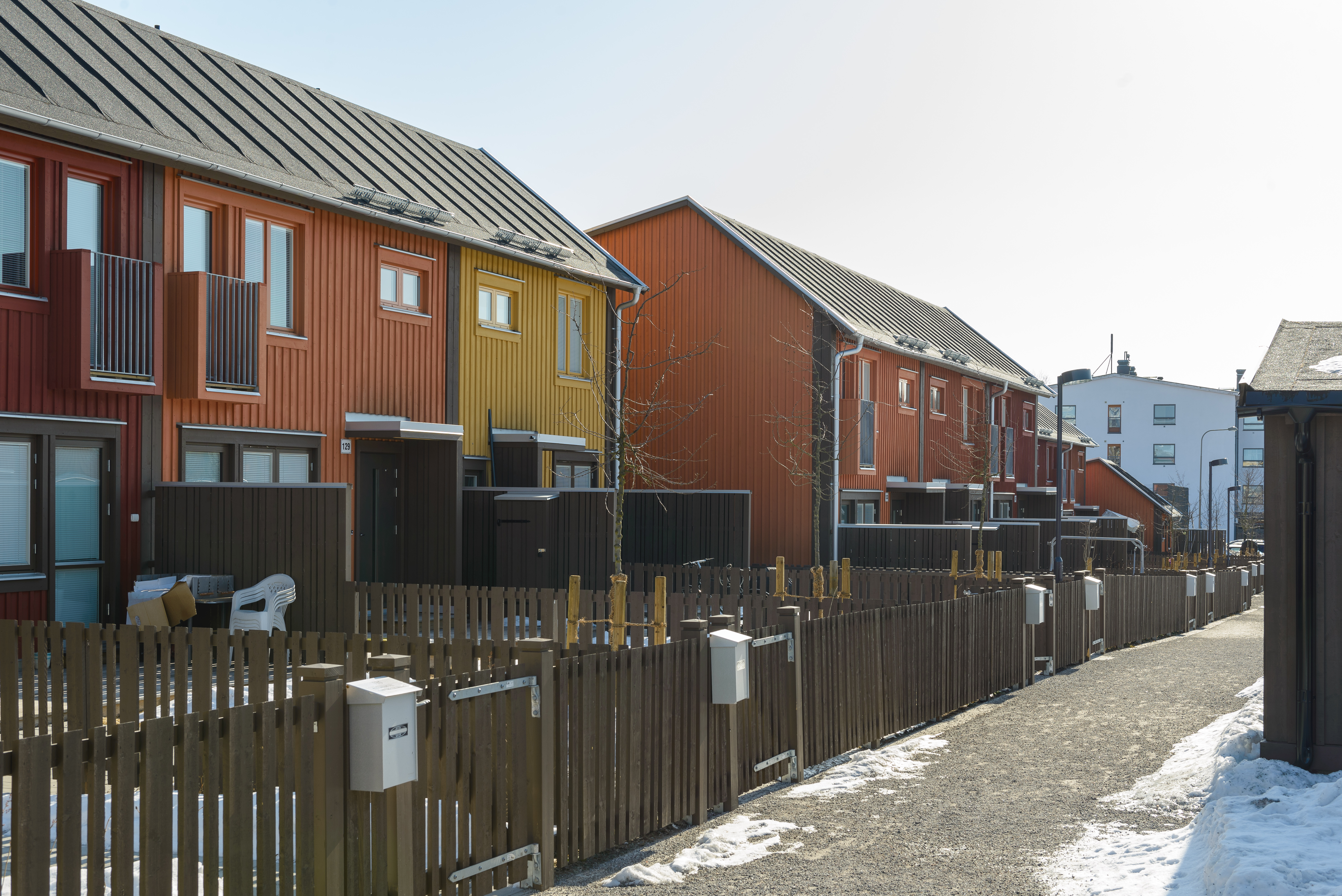
Kvarteret Randers

## Byggnader och sevärdheter

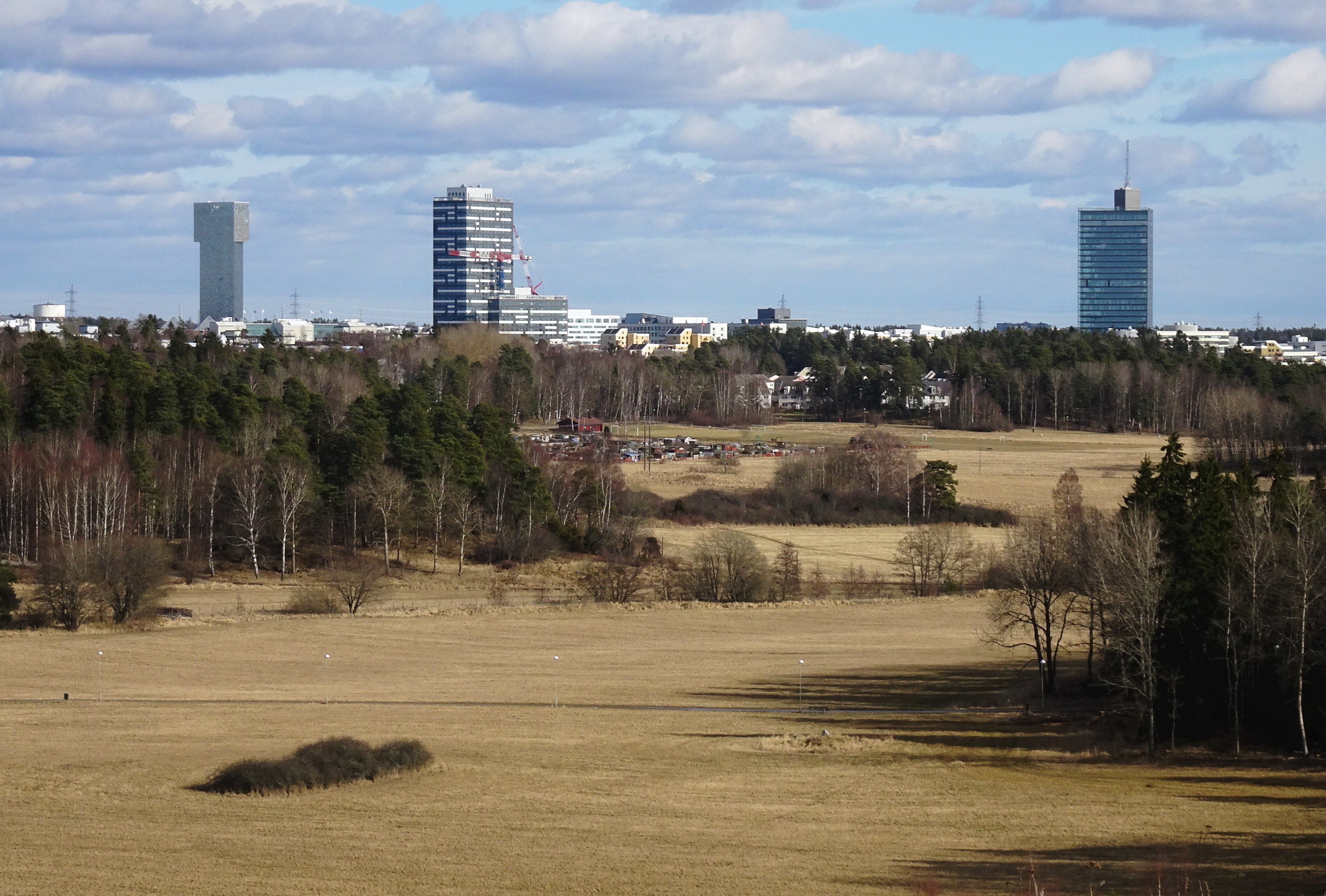
Kistas högsta byggnader på samma bild från vänster: Victoria Tower, Kista torn och Kista Science Tower.

- Ericsson Kista
- Isafjord 1
- Kista Galleria
- Kistamässan
- Kista kyrka
- Kista Science Tower
- Kista torn
- Victoria Tower

## Kista Äng
Kista Äng är namnet på ett planerat bostadsområde i Kista. Planområdet ligger som en trekant mellan Kista alléväg och Torshamnsgatan och omfattar cirka 9,5 hektar mark. Byggstart beräknas till slutet av år 2018 och inflyttningen kommer att ske successivt från och med år 2021. Totalt planeras cirka 1 600 bostäder fördelade på 950 bostadsrätter, 400 hyresrätter och omkring 240 studentlägenheter samt en grundskola.